# Greg Abbott
Greg Abbott   (Wichita Falls, 13 de novembre de 1957) (Gregory Wayne "Greg" Abbott) és un polític estatunidenc del Partit republicà. Des de gener de 2015 ocupa el càrrec de governador de Texas. El primer paraplègic a ocupar el càrrec, anteriorment va exercir com a fiscal general de Texas des del 2002.

## Biografia
Greg Abbott va créixer a Longview i Duncanville. Llicenciat en Administració d'Empreses per la Universitat de Texas a Austin el 1981 i Doctor en Juris per la Universitat Vanderbilt de Nashville, Tennessee el 1984. El 14 de juliol d'aquell mateix any, Greg Abbott es va convertir en paraplègic quan un arbre li va caure damunt mentre corria pel carrer. Després va treballar per al despatx d'advocats Butler and Binion.

### Fiscal General de Texas
Escollit a la Cort suprema de Texas de 1996 a 2001, va succeir a John Cornyn, entrant al Senat dels Estats Units, com a fiscal general de Texas el 2002. Va ser reelegit els anys 2006 i 2010. Sota el seu lideratge, Texas és l'estat amb més demandes federals des de la presa de possessió de Barack Obama com a president.

### Governador de Texas

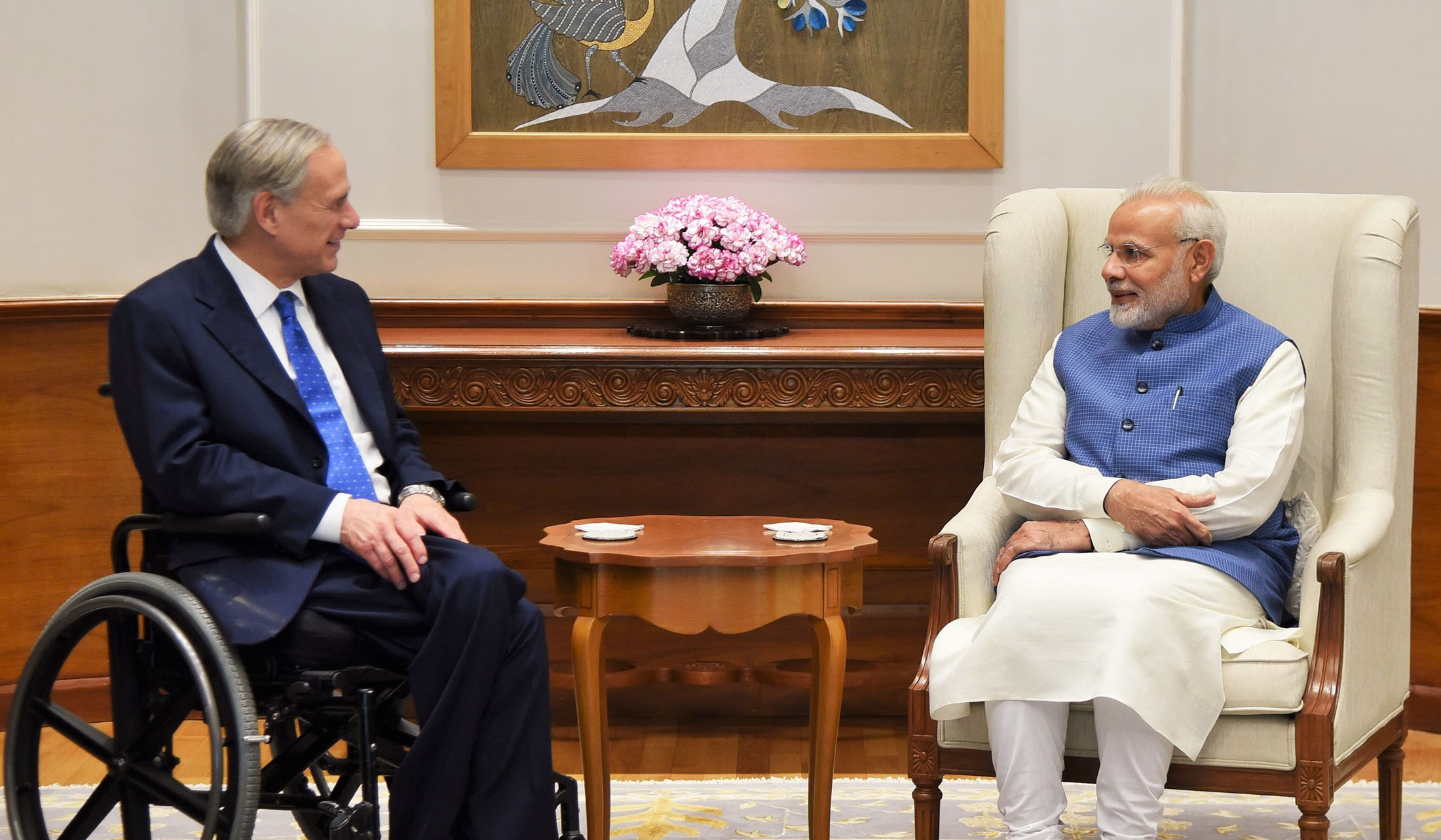
Greg Abbott va visitar Nova Delhi el 2018, amb el primer ministre indi Narendra Modi.

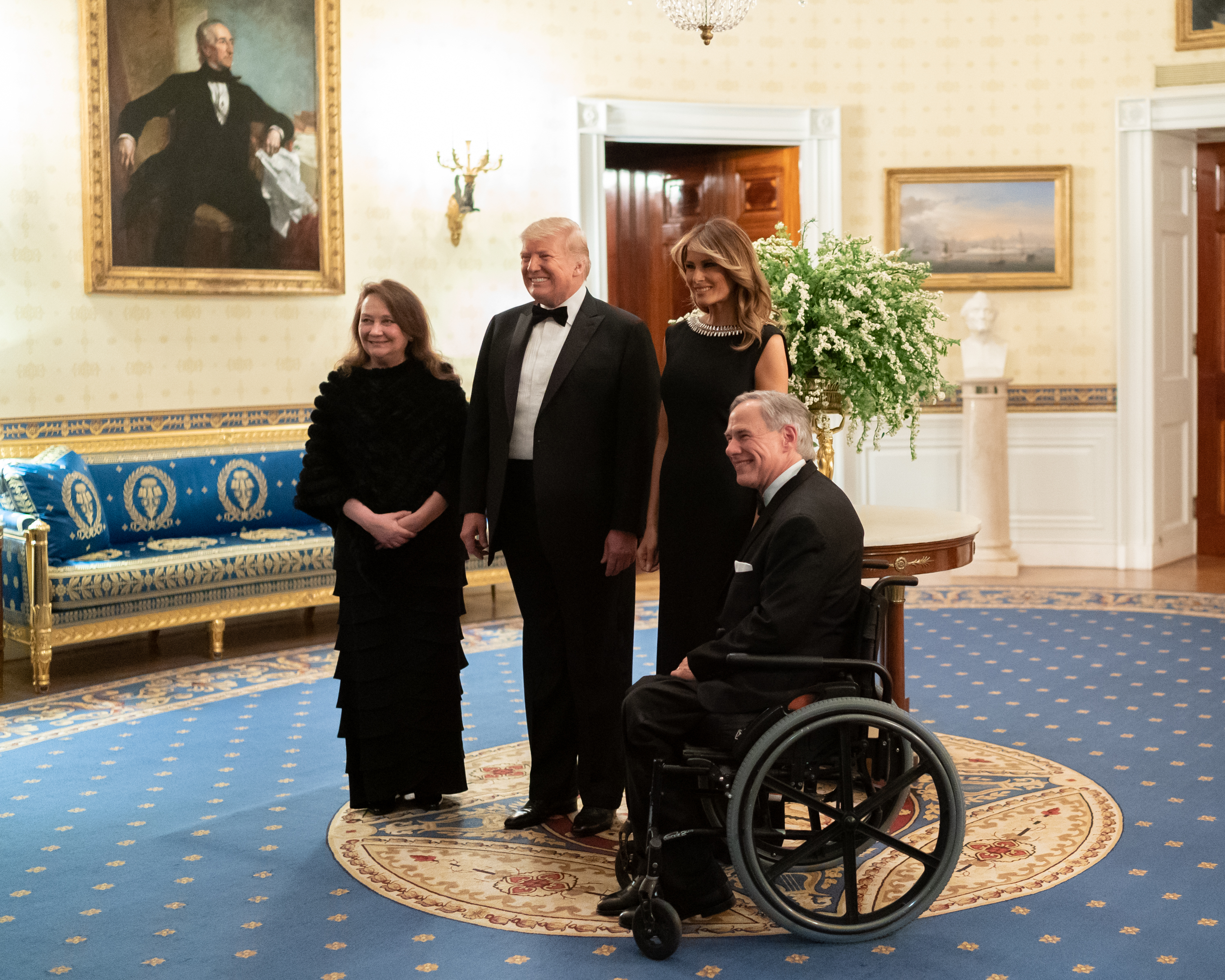
Greg i Cecilia Abbott van rebre el president Donald Trump i la primera dama Melania Trump a la Casa Blanca el 2020.

A les eleccions de 2014, va guanyar contra la candidata del Partit Demòcrata Wendy Davis amb un 59,3 % de vots en contra del 38,9 %. Succeeix a Rick Perry, que no es va presentar a un tercer mandat complet, prenent possessió el 20 de gener de 2015 i convertint-se així en la tercera persona paraplègica com a governador d'un estat dels Estats Units, després de Franklin Delano Roosevelt i George Wallace.
Fins a l'abril de 2015, seguint les persistents teories de conspiració que suggereixen que l'exercici militar Jade Helm 15 de l'exèrcit estatunidenc a Texas és en realitat un encobriment d'un cop per permetre a Barack Obama imposar la llei marcial a l'estat, demana a la Guàrdia de l'Estat de Texas que vigili les forces especials durant les seves maniobres. Per justificar-se davant les crítiques de tots els vessants polítics, també del seu propi partit, explica que "És important que els texans sàpiguen que la seva seguretat, drets constitucionals, drets de propietat i llibertats civils no seran infringits."
A les eleccions de 2018, amb l'estat gaudint d'un bon creixement econòmic, Abbott va ser reelegit governador sobre l'antiga xèrif del comtat de Dallas Lupe Valdez, amb un marge més estret que quatre anys abans, però encara còmode — 55,8 % enfront del 42,5 % .

#### Pandèmia de la covid-19
L'ala dreta del Partit Republicà el condemna enèrgicament quan imposa un mandat per a l'ús de mascaretes en llocs públics durant la pandèmia de la Covid-19 a les comarques amb més de 20 casos, parlant de vulneració de les llibertats individuals. També es critica per no estar preparat durant la temporada de fred de febrer de 2021, amb el sistema energètic de l'estat incapaç de fer front a la crisi, deixant centenars de milers de llars sense subministrament d'aigua i electricitat.
El dilluns 11 d'octubre de 2021, Greg Abbott va prohibir a totes les entitats texanes, privades i públiques, posar la vacuna contra la Covid-19.

#### Lluita contra la immigració
El juny del 2021 declara que vol reprendre la construcció d'un Mur fronterer EUA-Mèxic. També anuncia una sèrie de mesures per reforçar els recursos policials per a la detenció de migrants.

#### Liberalització per portar armes
L'any 2021 autoritza el fet de portar armes de foc en llocs públics, sense permís. Després de la massacre d'Uvalde a Texas el 24 de maig de 2022, va ser interromput enmig d'una conferència de premsa pel seu oponent demòcrata, Beto O'Rourke, que el va culpar.

#### Restricció del dret a l'avortament
El 2017, va signar una llei que excloïa la cobertura dels avortaments de totes les assegurances mèdiques a Texas, tret que s'indiqui el contrari explícitament.
El maig de 2021 va signar un projecte de llei contra l'avortament, i el setembre de 2021 va posar en vigor l'anomenada llei de batecs del cor de Texas, considerada la més extrema del país pel que fa a la lluita contra l'avortament. No només els metges gairebé ja no tenen dret a practicar-lo (qualsevol avortament després de la sisena setmana d'embaràs, inclòs després d'una violació o un incest, està prohibit llevat que la vida de la mare estigui en perill), sinó que la llei, en lloc de demanar-ho a les autoritats perquè ho facin complir, ho demana exclusivament als ciutadans: s'anima a aquests últims a presentar una demanda civil contra les organitzacions o persones que ajudin una dona o dones a avortar, i rebran 10,000 dòlars de "compensació" en cas de condemna. Ràpidament, es van crear formularis a Internet per facilitar també la denúncia mitjançant la presentació d'"informacions anònimes". El Tribunal Suprem estatunidenc (revisat per Donald Trump per instal·lar una majoria conservadora), dut per diverses associacions proavortament, no va voler bloquejar l'aplicació d'aquesta llei de Texas, però sense pronunciar-se sobre el fons, considerant que la constitucionalitat de la llei planteja "qüestions de procediment complexes i noves".

#### Educació
El 2021, demana als responsables del sistema educatiu estatal que rastregin els llibres amb contingut pornogràfic i obscè i els retirin de les biblioteques, cosa que es dirigiria principalment a llibres que tracten sobre l'homosexualitat. També s'adopta una llei que emmarca l'evocació del racisme en l'ensenyament universitari i s'estableix una llista de 850 obres a evitar, incloses les de Martin Luther King.